# Věž Guinigi
Věž Guinigi (italsky: Torre Guinigi) stojí ve městě Lucca v Itálii. Věž je známá pro svou stromovou korunu, díky které se stala symbolem města.

## Historie
Věž patřila rodině úspěšného obchodníka a bankéře Francesca Guinigi. Rodina uvnitř města vlastnila několik paláců, včetně Palazzo Guinigi. Věž Guinigi, která se nachází na rohu Sant’Andrea a via delle Chiavi D’Oro, je jednou ze čtyř věží, které se dochovaly. Na výšku má 45 metrů a na vrchol vede 232 schodů. Věž se datuje do 14. století, kdy zámožné rodiny budovaly obytné a zároveň obranné věže uvnitř města Lucca jako symbol moci. Věž je známá především díky vysokým stromům (Dub cesmínový), které rostou na jejím vrcholu. Stromy na věži byly popisovány už v 15. století v kronice Giovanniho Sercambiho. O tom, proč jsou na věži stromy, existuje několik teorií. Podle jedné se v patře pod vrcholem nacházela kuchyně, proto její vrchol sloužil jako kuchyňská zahrada. Druhá teorie tvrdí, že zahrada na věži byla symbolem znovuzrození. To podněcuje i fakt, že všech sedm synů Francesca Guinigiho zemřelo před dovršením dospělosti. Podle Bartolomea di Monaca zasadil stromy na věži Paolo Guinigi, kolem doby, kdy si vzal svou první ženu. Jedenáctiletá manželka zemřela krátce po svatbě a Paolo se oženil znovu se svou druhou ženou Ilarií, která mu porodila dceru a syna. Říká se, že pokud navštívíte zahradu na vrcholu věže v určitou hodinu a zůstanete potichu, možná spatříte Ilárii s jejími věrnými psy ve stínu stromů. Historka o Ilárii není jedinou pověstí spojovanou se zahradou. Paola měl zajmout Francescem Sforza v roce 1430. Jeho smrt ve vězení o dva roky později byla údajně sdělena pod nejvyšším stromem na věži, který ihned na znamení zármutku shodil všechny listy. Vež byla věnována místní správě potomky rodiny Guinigi. Dnes je symbolem města Lucca.

## Odkazy

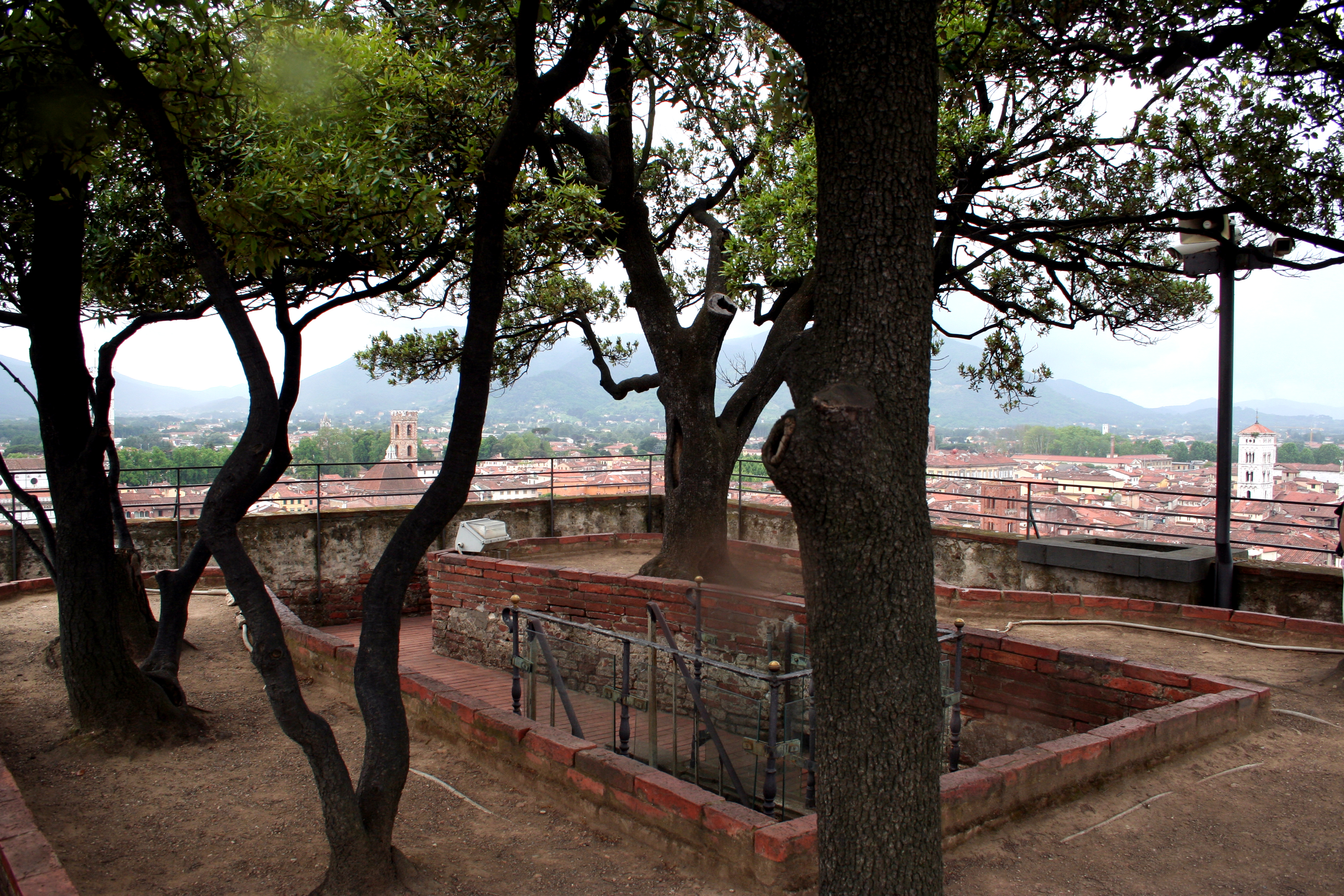
Vrchol věže